# Jules Alart
Jules Alart (Vinçà, Conflent, 2 de juliol de 1876 - Perpinyà, Rosselló, 1 de juny de 1965) fou un banquer nord-català. Pertanyia a una família de comerciants de Vinçà i va fer estudis de comerç a París. Tornà a la Catalunya del Nord per treballar en el comerç del vi. D'ideologia republicana, va participar en la creació i desenvolupament del sistema bancari mutualista al departament dels Pirineus Orientals, al Crédit Agricole i després a la Banque populaire.